# (2513) Baetslé
(2513) Baetslé est un astéroïde de la ceinture principale.

## Description
(2513) Baetslé est un astéroïde de la ceinture principale. Il fut découvert le 19 septembre 1950 à Uccle par Sylvain Arend. Il présente une orbite caractérisée par un demi-grand axe de 2,29 UA, une excentricité de 0,18 et une inclinaison de 3,2° par rapport à l'écliptique.

## Compléments